# Gmina Białobrzegi
Die Gmina Białobrzegi [bʲawɔˈbʒɛɟi] ist eine Stadt-und-Land-Gemeinde in Polen im Powiat Białobrzeski der Woiwodschaft Masowien. Sitz des Powiats und der Gemeinde ist die gleichnamige Stadt mit etwa 6950 Einwohnern.

## Geographie

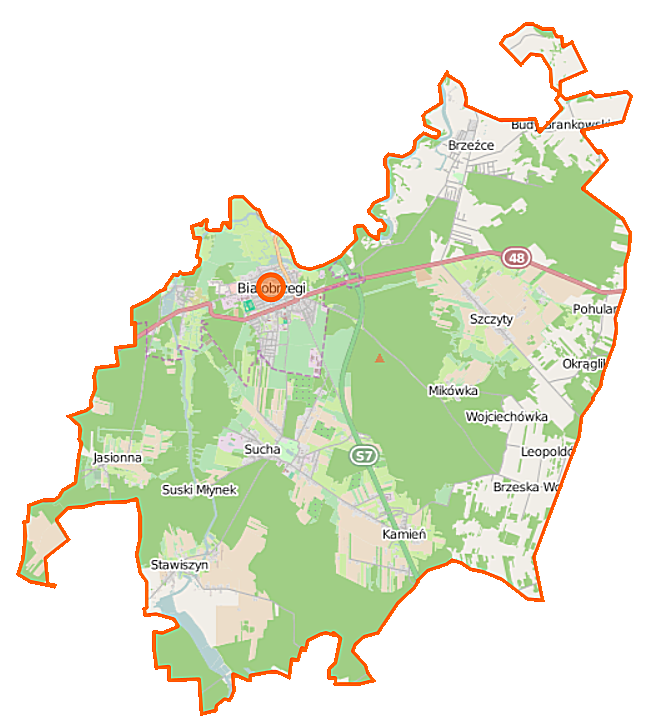
Karte der Gemeinde

Warschau liegt etwa 50 Kilometer nördlich, die Großstadt Radom 25 Kilometer südlich. Nachbargemeinden sind: Promna im Norden, Warka im Nordosten, Stromiec im Osten, Stara Błotnica im Süden, Radzanów im Südwesten und Wyśmierzyce im Nordwesten.
Die Pilica berührt den Norden des Gemeindegebiets, wo sie zum Teil die Grenze bildet. Ihr Zufluss Pierzchnianka durchzieht den Westen des Gemeindegebiets.

## Geschichte
Die Landgemeinde wurde 1973 wieder gebildet. Stadt- und Landgemeinde wurden 1990/1991 zur Stadt-und-Land-Gemeinde zusammengelegt. Ihr Gebiet gehörte von 1945 bis 1975 zur Woiwodschaft Kielce und anschließend bis 1998 zur Woiwodschaft Radom, der Powiat wurde in dieser Zeit aufgelöst. Der Powiat wurde 1956 gebildet und Białobrzegi zwei Jahre später zur Stadt erhoben.
Zum 1. Januar 1999 kam die Gemeinde zur Woiwodschaft Masowien und ihr Hauptort wurde wieder Sitz des Powiats.

## Gliederung
Zur Stadt-und-Land-Gemeinde Białobrzegi gehören neben der Stadt selbst zehn Dörfer mit einem Schulzenamt:
Brzeska Wola
Brzeźce
Budy Brankowskie
Jasionna
Kamień
Mikówka
Okrąglik
Stawiszyn
Sucha
Szczyty
Weitere Orte und Weiler der Gemeinde sind Dąbrówka, Kolonia Brzeźce, Leopoldów, Pohulanka, Suski Młynek, Turno und Wojciechówka.

## Verkehr
Hauptort und Gemeinde liegen an der Schnellstraße S7 (E 77) die von Krakau über Warschau nach Danzig führt. Sie wird von der Landesstraße DK48 gekreuzt, die von Tomaszów Mazowiecki über Białobrzegi nach Kozienice verläuft. 
Der nächste internationale Flughafen ist Warschau.